# Blanca Carrasco Peña
Blanca Marina de la Luz Carrasco Peña fue una estudiante de Artes Plásticas chilena, militante del Movimiento de Izquierda Revolucionaria (MIR) ejecutada por carabineros el 15 de septiembre de 1973. Tenía 27 años a la fecha de la detención, es una de las mujeres víctimas de la dictadura militar en Chile. 

## Un estudiante de Artes Plásticas es ejecutada
Blanca Carrasco, era casada y tenía dos hijos. Realizó sus estudios de Artes Plásticas en la Universidad Técnica del Estado UTE, donde fue dirigente estudiantil.  Militante del Movimiento de Izquierda Revolucionaria (MIR), el 15 de septiembre de 1973 concurrió a un cuartel de Carabineros de Macul, para preguntar por un amigo que aparentemente había sido detenido. Al regresar a su casa fue detenida, llevada de nuevo al cuartel policial, fue sometida a torturas para después, ya de noche, ser subida a un vehículo en el que la trasladarían al Estadio Nacional, campo de concentración de prisioneros políticos. Pero nunca llegó a su destino su cadáver fue encontrado en la calle con múltiples heridas de bala.

## Informe Rettig
Familiares de Blanca Carrasco presentaron su caso ante la Comisión Rettig, Comisión de Verdad que tuvo la misión de calificar casos de detenidos desaparecidos y ejecutados durante la dictadura. Sobre el caso de Blanca Carrasco, el Informe Rettig señaló que:

“El 15 de septiembre de 1973 es muerta Blanca Marina de la Luz CARRASCO PEÑA, 27 años, estudiante de Artes Plásticas, militante del Movimiento de Izquierda Revolucionaria (MIR) y dirigente estudiantil en la Universidad Técnica del Estado (UTE).  

Ese día la afectada salió de su domicilio con el fin de concurrir a la Posta Central a ver a un compañero de estudios que se hallaba herido.  En el trayecto fue detenida, aparentemente por Carabineros, toda vez que hubo testigos que la vieron luego en la Tenencia Macul de ese cuerpo policial.  Ese mismo día es sacada en un camión, al parecer para ser trasladada al Estadio Nacional.  
Días después, su cónyuge encuentra su nombre en una lista del Instituto Médico Legal, lugar al que había ingresado como N.N.  Según el certificado respectivo, su muerte había ocurrido el 15 de Septiembre de 1973 a las 23:00 horas,   escasos minutos después de que fuera retirada del cuartel policial  por "heridas de bala tóraco abdominales complicadas"; y el cuerpo había sido encontrado en la vía pública y remitido por la Tenencia Grecia de Carabineros.  

La Comisión llegó a la convicción de que Blanca Carrasco fue ejecutada por agentes del estado, constituyendo ello una violación a los derechos humanos.  Se basa tal convicción en que se halla acreditada la presencia de la afectada en un recinto policial y que de ese lugar fue sacada con destino aparente al Estadio Nacional; que apareció muerta por heridas de bala, según se dijo, abandonada en la calle; y que la afectada era dirigente política y estudiantil”.

## Proceso judicial en democracia
El caso de Blanca Carrasco fue investigado por el ministro Mario Carroza. El 20 de mayo del 2016, el magistrado dictó sentencia de primera instancia en la que condenó a dos exmiembros de Carabineros por su responsabilidad en el homicidio calificado de Blanca Marina de la Luz Carrasco Peña. En la sentencia el ministro condenó a Nelson Rivera Vidal a la pena de 10 años y un día de prisión, como autor de homicidio calificado, y a Benjamín Labbé Campos a 5 años y un día de prisión, en calidad de cómplice. Además, absolvió por falta de participación en los hechos, a Pedro Muñoz Sepúlveda y Humberto Torres Silva.
En la etapa de investigación, el ministro Mario Carroza logró establecer que: “Blanca Carrasco Peña fue detenida el 15 de septiembre de 1973 por personal de Carabineros de la tenencia Villa Macul, en su domicilio, ubicado en la Villa Reina Isabel II, tras haber concurrido a la unidad policial para recabar información sobre un amigo con quien compartía militancia en el Movimiento de Izquierda Revolucionaria (MIR).
Los funcionarios policiales la sometieron a vejámenes en el cuartel policial y luego fue ejecutada mientras era trasladada al Estadio Nacional, recinto de detención a la época de los hechos, arrojando su cuerpo en Avenida Grecia”.
El 6 de octubre de 2017 la Corte de Apelaciones de Santiago ratificó la sentencia de primera instancia dictada por el ministro Mario Carroza. En fallo unánime (la Quinta Sala del tribunal de alzada condenó a los ex carabineros Humberto Torres Silva, Nelson Rivera Vidal y Benjamín Labbé Campos a penas de 10 años y un día de prisión, como autores del delito de homicidio calificado de Blanca Carrasco. En tanto, se absolvió a Pedro Muñoz Sepúlveda por falta de participación.
La Corte Suprema, el 16 de octubre del 2018, ratificó la sentencia dictada por el magistrado Mario Carroza, la Sala Penal del máximo tribunal integrada por los ministros Hugo Dolmestch, Carlos Künsemüller, Manuel Antonio Valderrama y los abogados integrantes Diego Munita y Leonor Etcheberry condenó a Nelson Vicente Rivera Vidal a la pena de 10 años y un día prisión, en calidad de autor del homicidio. En tanto, Benjamín Labbé Campos y Humberto Torres Silva deberán purgar 6 años de prisión, como autores de delito de secuestro de Blanca Carrasco. En la causa, se decretó la absolución de Pedro Muñoz Sepúlveda por falta de participación en los hechos.